# Djimla
Djimla è un comune dell'Algeria, situato nella provincia di Jijel.